# Dzsavák
A dzsavák (angolul: Jawa) a Csillagok háborúja univerzumának egyik értelmes népe, ami a sivatagos Tatuin nevű bolygón él.

## Leírásuk

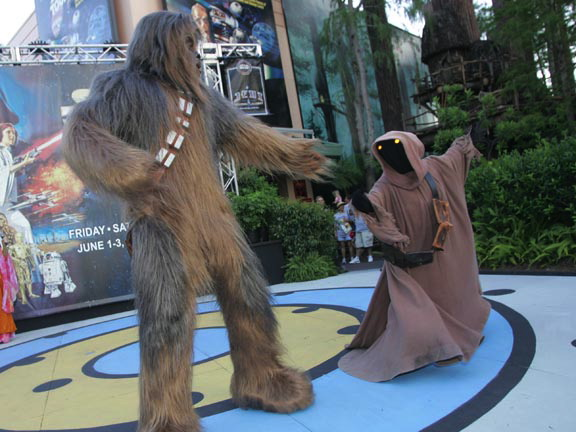
A vuki Csubakka és egy dzsava egy színpadi előadáson

A dzsavák általában 1 méter magasak és 30 kilogrammosak. Szemük világító sárga. Általában 80 standard évig élnek. Hagyományos barna színű, csuklyás öltözetüknek köszönhetően könnyen felismerhetőek. Habár általában barna a ruházatuk, a dzsavák egyéb színeket is használnak. Egyéb ismertető jeleik a kis méretük, világító sárga szemük és a gyors, csipogó hangjuk, amely a dzsava nyelvet alkotja.
A Baobab család xenobiológusai több dzsava tetemet és csontvázat vizsgáltak meg. Kutatásaik során megtudtuk, hogy a dzsavák összezsugorodott, rágcsálószerű élőlények. Egyes tudósok a genetikai vizsgálatok alapján a dzsavákat a Tatuin másik őslakos fajával, a taszkennel rokonítják; szerintük e két értelmes faj a mára már kihalt, kumumgah nevű emberszerű fajból alakult ki. Más kutatók viszont az emberrel rokonítják a dzsavákat.
Mint a taszkenek, a dzsavák is szövettel takarják el az arcukat. Tehát egy kívülálló nem látja, miképp néz ki valójában a dzsava. Ez a szövet a sivatagi forróság ellen védelmezi a dzsavát. A szövetbe csiszolt, narancssárga színű drágakövek vannak szőve, hogy védjék a viselőjük szemét az erős fénytől. Ezek a kis tatuiniak igen erős szagot árasztanak. Habár ez a szag a legtöbb faj számára visszataszító, a dzsavák meg tudják állapítani belőle a másik hovatartozását, egészségét, korát, mit evett utoljára és a kedvét. A dzsavák azért is szagosak, mivel öltözetüket egy speciális vízzáró anyagba áztatják, nem fürdenek, mivel szerintük a fürdés a drága víz pazarlása lenne. A szaguk rengeteg rovart vonz köréjük. Éjszakai látásuk igen kiváló, az immunrendszerük is nagyon jó. Testhőmérsékletük általában 46 °C, amely gyors anyagcserére utal. Legfőbb táplálékuk a dinnyeszerű hubba gourd.

## Társadalmuk és kultúrájuk
A dzsavák társas és guberáló élőlények, akik életük legnagyobb részét a sivatagok bejárásával töltik, ahol mások által értéktelennek tartott roncsokat keresnek, és dolgoznak fel; közben droidokat és egyéb technológiai kütyüket szereznek be (többnyire ingyen), javítanak meg és adnak el. Más fajok a dzsavákat guberáló életmódjuk miatt tolvajoknak tekintik, azonban a kis tatuiniakat ez nem zavarja. A technológiai kütyük javításában nagy mesterek, bár a legtöbbször csak annyira javítják meg a droidokat, hogy azok eladhatók legyenek. A nem javítható alapanyagokat a járművükben is rendelkezésre álló naperőművel megolvasztják.
A dzsavák kultúrájában a legfontosabb a család, és ennek nagyobb egysége, a klán. A rokoni kapcsolatok megnevezésére negyvenhárom különböző kifejezés van a nyelvükben. Mindegyik klánnak megvan a saját területe, ahol guberálhat. A társadalom fele guberálással foglalkozik, míg a család többi része a taszkenek és vadállatok elleni védekezésképpen magas falú erődökbe húzódik. Évente egyszer az összes klán összegyűlik a Dűne-tenger hatalmas medencéjében (a tengerben természetesen nincsen víz, lásd Tatuin). Itt mindenfélét csereberélnek egymással, megosztják történeteiket, még fiaikat és lányaikat is házassági ajándékként kezelik.
A dzsavák speciális, jellegzetes járműve az úgynevezett homokkúszó (Sandcrawler), amiben egyszerre akár 300 dzsava is tartózkodhat. A homokkúszót a klán férfi főnöke vezeti, de a klán többi tevékenységét az egyik erődben tartózkodó nő sámán felügyeli, akiről úgy tartják, hogy képes a jövőbe látni. A dzsava nyelv mellett még egy nyelvük van, az úgynevezett dzsava üzleti nyelv, amit a más fajokkal való kapcsolattartásban használnak.
A dzsavák nem harcos nép, de ha sarokba szorítják őket, képesek az általuk megszerzett fegyvereket használni. Szinte bármi áron kerülik a nyílt konfliktust, inkább a rejtőzködésben bíznak.
A dzsavák a következő nyolc klánba tömörülnek: B'ay törzs, Jawajawa klán, Kkak klán, Meeknu klán, Nebit's klán, Nkik klán, Weekkata klán és Rave'ah klán.
A dzsavák legfőbb háziállata a ronto, melyet főleg teherhordásra használnak.
A Tatuinon lakó emberek és más civilizált fajok enyhe undorral vegyes lenézéssel tekintenek a dzsavákra, akiket kereskedő voltuk miatt kapzsinak és csalásra hajlamosnak, félénk, ijedős természetük miatt pedig gyávának tartanak. Ez természetesen nem akadályozza meg őket, hogy üzleteljenek velük. A civilizált területek szélén élő telepesek, pl. a párafarmerek, bár sosem vallanák be, jelentős mértékben rá vannak szorulva a dzsavákra, a sivatagok eme ócskásaira, akiktől olcsón tudnak elfogadható állapotú technológiai cikkeket beszerezni. Emiatt nagyon ritkán fordul elő komoly konfliktus a dzsavák és más népek között, a taszkeneket leszámítva, akik mindenkit megtámadnak, aki a területeikre merészkedik.

## Megnevezett dzsavák
- Akkik – férfi; tatuini lakos a galaktikus polgárháború idején
- Klepti B’ay – férfi; egy sötét droid lemészárolja a klánját
- Tteel Kkak – férfi; egy homokkúszó főnöke
- Ttekket – férfi; fejvadász
- Het Nkik – férfi; szabadságharcos
- Wittin – férfi; a párafarmereket rabolta ki
- Dathcha – férfi; kereskedő
- R'kik D'nec – férfi; állítólag legyőzött egy taszken sereget, egy bantha csordát és egy krayt sárkánygyíkot
- Herat – nő; sámán a Wittin klánjában
- Iasa – férfi; tatuini lakos a galaktikus polgárháború idején
- Jik'Tal – férfi; kutató és kereskedő
- Kalit – férfi; törzsfőnök, aki Jabba, a huttnak dolgozott
- Kiottja – férfi dzsava
- Aved Luun – nő; sámán és Kalit párja
- Nebit – férfi; törzsfőnök
- Jek Nkik – férfi; Het Nkik rokona; egy birodalmi rohamosztagos megöli
- Khea Nkuul – nő; a Weekkata klánhoz tartozik
- Thedit – férfi; tatuini lakos a galaktikus polgárháború idején
- Wimateeka – férfi; a Nkik klán főnöke
- Iziz – férfi; főnök a galaktikus polgárháború idején
- Fred Jawa – gonosztevő; meglehet, hogy nem létezik
- Stan – gonosztevő; meglehet, hogy nem létezik
- Blizz – férfi; egy fejvadász kísérője
- Akial – férfi; az egyetlen dzsava jedi

## Megjelenésük a filmekben, könyvekben, videójátékokban
Dzsavák láthatók több Csillagok háborúja mozifilmben, a „Star Wars: A klónok háborúja” című televíziós sorozat néhány részében, továbbá számos videójátékban, könyvben és képregényben is.

### Fordítás
- Ez a szócikk részben vagy egészben a Jawa című Wookieepedia-szócikk fordítása. Az eredeti cikk szerkesztőit annak laptörténete sorolja fel.